# Maccaffertium wudigeum
Maccaffertium wudigeum is een haft uit de familie Heptageniidae. De wetenschappelijke naam van de soort is voor het eerst geldig gepubliceerd in 2010 door McCafferty & Lenat.
De soort komt voor in het Nearctisch gebied.